# Tabanus glaucopis
Tabanus glaucopis là một loài ruồi trong họ Tabanidae.